# Giovanni Battista Zauli
Giovanni Battista Zauli (Faenza, 25 novembre 1743 – Roma, 21 luglio 1819) è stato un cardinale italiano.

## Biografia
Nacque a Faenza il 25 novembre 1743, figlio del conte e patrizio di Faenza Rodolfo Zauli (1704-1786) e di Anna (1707-1754), figlia di Raimondo Montecuccoli, 3º marchese di Guiglia, e di Maria Rangoni.
Nel 1785 fu ordinato prete. Papa Pio VI lo nominò prelato domestico, canonico della Penitenzieria apostolica e della Basilica Vaticana. Nel 1787 divenne assessore del tribunale criminale di Roma, quindi relatore della Sacra Consulta. 
Il 16 maggio 1798 venne arrestato dai francesi, rinchiuso a Castel Sant'Angelo e poi esiliato.
Papa Pio VII lo nominò nel 1800 datario della Penitenzieria Apostolica e segretario della Congregazione dell'immunità ecclesiastica. Nel 1802 venne nominato canonico altarista della Basilica Vaticana e custode della Tomba di Pietro. Nel 1809 fu deportato a Parigi. Ritornò a Roma dopo la caduta di Napoleone e riprese le sue cariche.
Papa Pio VII lo elevò al rango di cardinale nel concistoro dell'8 marzo 1816, con il titolo di Sant'Onofrio.
Morì il 21 luglio 1819 all'età di 75 anni, dopo breve malattia. È sepolto nella chiesa di Sant'Onofrio.